# تواضروس الأول
البابا ثيؤذورس الأول (بابا اسكندريه) (تاوضروس- تادرس) بابا الإسكندرية وبطريرك الكنيسة القبطية الأرثوذكسية رقم 45 (742 - 730). يدعى كذلك باسم البابا ثيؤدورس (تادرس) الأول
كان ثيؤدورس (تادرس) مشاقًا للحياة الكاملة في الرب، فانطلق إلى دير طمنورة بمريوط حيث تتلمذ على يدي ناسك قديس يدعى يوأنس. وقد اتسم الراهب ثيؤدر بالطاعة لأبيه والاتضاع، واضعًا في قلبه كلمات سيده: «من أراد أن يصير فيكم أولاً فليكن للجميع عبدًا» (مر10: 44)، كما اتسم ببشاشته وحبه للجميع، لذا كان الكل يحبه.
في أثناء باباوية الأنبا الكسندروس الثاني إذ كان الأب يوأنس جالسًا مع بعض رهبان الدير، قال لهم: «صدقوني يا أولادي إن قلبي ينبئني بأني سأنتقل من هذا العالم في ذات اليوم الذي ينتقل فيه الأنبا الكسندروس الثاني إلى مساكن النور، وأن أخاكم الراهب ثيؤدورس سيعتلي الكرسي المرقسي، لا خليفة لالكسندروس، ولكن للبابا الذي يأتي بعده».
وبالفعل إذ تنيح البابا الكسندروس أختير البابا قزما الأول (44) الذي لم يحتمل المرارة التي كان يعانيها شعبه بسبب ضغط الجزية المتزايدة فاشتهى أن ينطلق، وقد سمع الرب طلبته ولم يبقَ على الكرسي سوى 15 شهرًا.
بعدها أختير الراهب ثيؤدورس بطريركًا. في أيامه كان عُبيد الله متوليًا جباية الخراج في مصر، وكان محبًا للمال، عنيفًا للغاية، لكنه نُزع من عمله ليحل الحر بن يوسف مكانه وكان كسابقه مستبدًا لا يعرف الرحمة، الأمر الذي دفع بعض الأقباط في منطقة الشرقية (أهالي تنوديمى وقربيط وطربية) إلى الثورة ضده علنًا، فأرسل جيشًا وقمع الثورة بعد ثلاثة شهور، غير أن الحر بن يوسف نُقل من مصر إلى أسبانيا، وساد الجّو شيئا من الهدوء والسلام. عاد عُبيد الله إلى عمله واستخدم العنف في جمع الأموال من المسلمين كما من الأقباط، غير أنه كان يمارس عنفه مضاعفًا جدا على الأقباط، وكان يود أن يجحدوا إيمانهم، وإذ لم يفلح استقدم 5000 عربيًا من قبيلة القيس استقروا في مدينة حوف شمال شرقي الفسطاط، وكان هؤلاء كثيري التمرد.
ثار المسلمين أيضًا على عُبيد الله بسبب عنفه واستبداده فرفعوا شكواهم إلى الخليفة هشام الذي اتسم بالعدل، فأمر بنقله إلى بلاد البربر بشمال أفريقيا، وعين القاسم ابنه الأكبر واليًا على مصر، فاستقر السلام على ضفاف النيل.
جلس على الكرسي المرقسي 11 سنة وسبعة شهور، اتسمت بالسلام النسبي، فقد اهتم بالبنيان الروحي وتثبيت المؤمنين. في عهده كان الأنبا مويسيس أسقف أوسيم الذي حُسب شهيدًا بدون سفك دم لمواقفه الباسلة في وجه الاضطهاد. كان إنسانًا تقيًا، سلك الحياة الرهبانية لمدة 18 سنة قبل سيامته أسقفًا، ولما سيم أحبه الكل المسيحيون والمسلمون، إذ كان ذي قلب متسع للجميع، وقد تعرض لاضطهادات كثيرة محتملاً الضرب والجلد والسجن بفرح. بهذا كان يسند شعبه على الثبات في الإيمان. وقد عاصر البابا ميخائيل الأول خليفة البابا ثيؤدورس.